# Halcyornis toliapicus
Halcyornis toliapicus — викопний вид папугоподібних птахів з вимерлої родини Halcyornithidae. Вид існував в Європі на початку еоцену, 55 млн років тому. Скам'янілості виду знайдені у пластах глинистих відкладень Лондон Клей в Англії.